# Jessica Marais
Jessica Dominique Marais, née le 29 janvier 1985, est une actrice australo-sud-africaine connue pour ses rôles à la télévision australienne dans Packed to the Rafters et Love Child.

## Jeunesse
Née à Johannesbourg, Afrique du Sud, elle et sa famille ont vécu au Canada et en Nouvelle-Zélande avant de s'installer à Perth, en Australie Occidentale, quand elle avait neuf ans. 

## Filmographie
| Année         | Titre                 | Rôle            | Notes                                                               |
| ------------- | --------------------- | --------------- | ------------------------------------------------------------------- |
| 2008          | Two Fists, One Heart  | Kate            | Film                                                                |
| 2008-12, 2013 | Packed to the Rafters | Rachel Chevrons | Rôle principal (saisons 1 à 4); rôle invité (saison 6); 76 épisodes |
| 2009-10       | Legend of the Seeker  | Denna           | 4 épisodes                                                          |
| 2010          | Fish Lips             | Audrey - adulte | Court-métrage                                                       |
| 2010          | Needle                | Kandi           | Film                                                                |
| 2012-13       | Magic City            | Lily Diamant    | Rôle principal; 16 épisodes                                         |
| 2014–présent  | Love Child            | Joan Millar     | Rôle principal                                                      |
| 2014          | Carlotta              | Carlotta        | Film de télévision                                                  |
| 2015          | That Sugar Film       | "L'acteur"      | Film documentaire                                                   |
| 2016–présent  | The Wrong Girl        | Lily Woodward   | Rôle principal                                                      |